# Монтемаджоре-аль-Метауро
Монтемаджоре-аль-Метауро (итал. Montemaggiore al Metauro) — коммуна в Италии, располагается в регионе Марке, в провинции Пезаро-э-Урбино.
Население составляет 2634 человека (2008 г.), плотность населения составляет 202 чел./км². Занимает площадь 13 км². Почтовый индекс — 61030. Телефонный код — 0721.
Покровителем населённого пункта считается святой San Filippo Neri.

## Демография
Динамика населения:

## Администрация коммуны
- Официальный сайт: http://www.comune.montemaggiore.pu.it/